# Hypnum rubrisetum
Hypnum rubrisetum là một loài Rêu trong họ Hypnaceae. Loài này được (Mitt.) Müll. Hal. mô tả khoa học đầu tiên năm 1875.